# Glasdickenmesser
Ein Glasdickenmesser dient dazu, die Stärke einer (eingebauten) Glasscheibe zu bestimmen. Ein anderer, selten genutzter Name ist Vitrometer (lateinisch vitrum „Glas“).
Optische Glasdickenmesser nutzen dabei die Reflexionen unter Berücksichtigung der Lichtbrechungen an den Glasoberflächen. Dazu wird eine Lehre im Winkel von 45° an die Scheibe gehalten und beobachtet, an welchen Stellen auf der Lehre die Reflexion zu sehen ist. Auf der Lehre kann dann die Dicke abgelesen werden. Systeme mit Laser bestimmen die Dicke ähnlich. Während visuelle Lehren nur für einfaches Glas geeignet sind, eignen sich Lasermessgeräte auch für Mehrscheiben-Isolierglas und die Bestimmung der Luftzwischenräume.